# UCIプロツアー2008
UCIプロツアー2008は、2008年1月22日のツアー・ダウンアンダーより開幕し、9月20日のツール・ド・ポローニュで閉幕した。

## 概要

### 離脱レース相次ぐ
国際自転車競技連合（UCI）は、かねてよりUCIプロツアーからの離脱の意向を示していたグランツールの主催者である、ASO、RCS、ウニプブリクの意向を受け入れた。その結果、ツール・ド・フランス、ジロ・デ・イタリア、ブエルタ・ア・エスパーニャは対象レースから外れることになった。
これに倣う形で、5大クラシックレース（モニュメント）の内、ロンド・ファン・フラーンデレンを除く、ミラノ〜サンレモ、パリ〜ルーベ、リエージュ〜バストーニュ〜リエージュ、ジロ・ディ・ロンバルディア もプロツアーから離脱。
また上記以外のレースでも離脱が相次ぎ、グランツールを除くステージレースでは、パリ〜ニース、ティレーノ〜アドリアティコが、またモニュメント以外のワンデーレースでは、フレッシュ・ワロンヌ、パリ〜ツールに加え、2007年の開催が中止となったチューリッヒ選手権もそれぞれ離脱した。

### ツアー・ダウンアンダーを格上げ
離脱レースが相次いだこともあり、プロツアーとしては初の欧州以外での開催となるツアー・ダウンアンダーがUCIオセアニアツアーから格上げされることになった。

### プロツアーの今後
当年度のUCIプロツアーは上述の通り、グランツール主催者である、ASO、RCSスポルト、ウニプブリクとの攻防戦が相次ぎ、おまけにツール・ド・フランスの休息日にあたる7月15日に、同レース参加全17チームが次年度のプロツアーライセンスを更新しないという衝撃的な話もあったことで、シーズン全体を通じて盛り上がりの欠けるシリーズ戦となってしまった。また、チームタイムトライアル・アイントホーフェンは開催されず、当初10月5日に予定されていたファイナルレース（仮称）の開催もキャンセルとなった。なお、2009年についてもプロツアー制度は維持されたが、同年には、ツール・ド・フランスなどのクラシカルレースも含めたワールドカレンダーが初めて実施されることに伴い、年間シリーズ戦としてのプロツアーの重要度は、2008年シーズンまでとは異なり、いささか小さくなることが想定される。
なお、UCIと主催者グループ側との一連の悶着については、

## 実施レース
| 日程      | レース名                             | 勝者                       | 所属チーム             | 総合ポイント第1位選手    |
| --------- | ------------------------------------ | -------------------------- | ---------------------- | ------------------------ |
| 1/22-1/27 | ツアー・ダウンアンダー               | アンドレ・グライペル       | チームハイロード       | アンドレ・グライペル     |
| 4/6       | ロンド・ファン・フラーンデレン       | ステイン・デヴォルデル     | クイックステップ       | アンドレ・グライペル     |
| 4/7-4/12  | バスク一周                           | アルベルト・コンタドール   | アスタナ・チーム       | アンドレ・グライペル     |
| 4/9       | ヘント〜ウェヴェルヘム               | オスカル・フレイレ         | ラボバンク             | アンドレ・グライペル     |
| 4/20      | アムステルゴールドレース             | ダミアーノ・クネゴ         | ランプレ               | ダミアーノ・クネゴ       |
| 4/29-5/4  | ツール・ド・ロマンディ               | アンドレアス・クレーデン   | アスタナ・チーム       | ダミアーノ・クネゴ       |
| 5/19-5/25 | カタルーニャ一周                     | グスタボ・セサル           | カルピン・ガルシア     | ダミアーノ・クネゴ       |
| 6/8-6/15  | ドーフィネ・リベレ                   | アレハンドロ・バルベルデ   | ケス・デパーニュ       | カデル・エヴァンス       |
| 6/14-6/22 | ツール・ド・スイス                   | ロマン・クロイツィガー     | リクイガス             | ダミアーノ・クネゴ       |
| 8/2       | クラシカ・サンセバスティアン         | アレハンドロ・バルベルデ   | ケス・デパーニュ       | アレハンドロ・バルベルデ |
| 8/20-8/27 | エネコ・ツアー                       | ホセ・イバン・グティエレス | ケス・デパーニュ       | アレハンドロ・バルベルデ |
| 8/25      | GP西フランス・プルエー               | ピエリック・フェドリゴ     | ブイグ・テレコム       | アレハンドロ・バルベルデ |
| 8/29-9/6  | ドイツ・ツアー                       | リーヌス・ゲルデマン       | チーム・コロンビア     | アレハンドロ・バルベルデ |
| 9/7       | ヴァッテンフォール・サイクラシックス | ロビー・マキュアン         | サイレンス・ロット     | アレハンドロ・バルベルデ |
| 9/14-9/20 | ツール・ド・ポローニュ               | イェンス・フォイクト       | チームCSC-サクソバンク | アレハンドロ・バルベルデ |

## 最終成績

### 個人
| 順位 | 選手名                     | 国籍           | チーム                       | ポイント |
| ---- | -------------------------- | -------------- | ---------------------------- | -------- |
| 1    | アレハンドロ・バルベルデ   | スペイン       | ケス・デパーニュ             | 123      |
| 2    | ダミアーノ・クネゴ         | イタリア       | ランプレ                     | 104      |
| 3    | アンドレアス・クレーデン   | ドイツ         | アスタナ・チーム             | 96       |
| 4    | ロマン・クロイツィガー     | チェコ         | リクイガス                   | 94       |
| 5    | アンドレ・グライペル       | ドイツ         | チーム・コロンビア           | 93       |
| 6    | カデル・エヴァンス         | オーストラリア | サイレンス・ロット           | 85       |
| 7    | ステイン・デヴォルデル     | ベルギー       | クイックステップ             | 80       |
| 8    | ホセ・ホアキン・ロハス     | スペイン       | ケス・デパーニュ             | 77       |
| 9    | トーマス・ルヴクヴィスト   | スウェーデン   | チーム・コロンビア           | 74       |
| 10   | アレッサンドロ・バッラン   | イタリア       | ランプレ                     | 60       |
| 11   | ミケル・アスタルロサ       | スペイン       | エウスカルテル・エウスカディ | 60       |
| 12   | アラン・デーヴィス         | オーストラリア | クイックステップ             | 59       |
| 13   | アルベルト・コンタドール   | スペイン       | アスタナ・チーム             | 58       |
| 14   | ホセ・イバン・グティエレス | スペイン       | ケス・デパーニュ             | 56       |
| 15   | ピエリック・フェドリゴ     | フランス       | ブイグ・テレコム             | 55       |
| 16   | ダニエル・ナバロ           | スペイン       | アスタナ・チーム             | 55       |
| 17   | イェンス・フォイクト       | ドイツ         | チームCSC-サクソバンク       | 53       |
| 18   | リーヌス・ゲルデマン       | ドイツ         | チーム・コロンビア           | 53       |
| 19   | ヤネス・ブライコヴィッチ   | スロベニア     | アスタナ・チーム             | 53       |
| 20   | ロビー・マキュアン         | オーストラリア | サイレンス・ロット           | 52       |

### チーム
| 順位 | チーム名                                        | 国籍           | ポイント |
| ---- | ----------------------------------------------- | -------------- | -------- |
| 1    | ケス・デパーニュ(GCE)                           | スペイン       | 229      |
| 2    | アスタナ・チーム(AST)                           | ルクセンブルク | 226      |
| 3    | チームCSC-サクソバンク(CSC)                     | デンマーク     | 180      |
| 4    | リクイガス(LIQ)                                 | イタリア       | 178      |
| 5    | スコット・アメリカンビーフ(SDV)                 | スペイン       | 177      |
| 6    | クレディ・アグリコル(C.A)                       | フランス       | 161      |
| 7    | エウスカルテル・エウスカディ(EUS)               | スペイン       | 160      |
| 8    | クイックステップ(QST)                           | ベルギー       | 160      |
| 9    | チーム・コロンビア(THR)                         | アメリカ合衆国 | 159      |
| 10   | ラボバンク(RAB)                                 | オランダ       | 156      |
| 11   | サイレンス・ロット(SIL)                         | ベルギー       | 155      |
| 12   | フランセーズ・デ・ジュー(FDJ)                   | フランス       | 152      |
| 13   | アージェードゥーゼール・ラ・モンディアーレ(ALM) | フランス       | 145      |
| 14   | ゲロルシュタイナー(GST)                         | ドイツ         | 142      |
| 15   | ブイグ・テレコム(BTL)                           | フランス       | 108      |
| 16   | コフィディス(COF)                               | フランス       | 107      |
| 17   | ランプレ(LAM)                                   | イタリア       | 95       |
| 18   | チーム・ミルラム(MRM)                           | ドイツ         | 79       |

### 国別
| 順位 | 国名           | ポイント |
| ---- | -------------- | -------- |
| 1    | スペイン       | 374      |
| 2    | ドイツ         | 317      |
| 3    | イタリア       | 295      |
| 4    | オーストラリア | 268      |
| 5    | ベルギー       | 216      |
| 6    | フランス       | 177      |
| 7    | チェコ         | 94       |
| 8    | ルクセンブルク | 94       |
| 9    | オランダ       | 90       |
| 10   | ロシア         | 87       |
| 11   | スウェーデン   | 77       |
| 12   | アメリカ合衆国 | 71       |
| 13   | スイス         | 71       |
| 14   | スロベニア     | 58       |
| 15   | コロンビア     | 45       |
| 16   | デンマーク     | 44       |
| 17   | ノルウェー     | 32       |
| 18   | フィンランド   | 25       |
| 19   | ブラジル       | 24       |
| 20   | ベネズエラ     | 22       |
| 21   | オーストリア   | 14       |
| 22   | カザフスタン   | 11       |
| 23   | ポーランド     | 10       |
| 24   | イギリス       | 4        |
| 25   | ベラルーシ     | 3        |
| 26   | ラトビア       | 3        |
| 27   | アルゼンチン   | 2        |